# Pseudephedranthus fragrans
Pseudephedranthus fragrans är en kirimojaväxtart som först beskrevs av Robert Elias Fries, och fick sitt nu gällande namn av Leandro Aristeguieta. Pseudephedranthus fragrans ingår i släktet Pseudephedranthus och familjen kirimojaväxter. Inga underarter finns listade i Catalogue of Life.